# Carlos Damian dos Santos Puentes
Carlos Damian dos Santos Puentes (* 31. Oktober 1991), auch einfach nur Damian genannt, ist ein brasilianischer Fußballspieler.

## Karriere
Damian stand bis Mitte 2013 beim União Mogi FC im brasilianischen Mogi das Cruzes unter Vertrag. Am 1. Juli 2013 wechselte er nach El Salvador, wo er sich dem Zweitligisten CD Aspirante aus Jucuapa anschloss. Für Aspirante absolvierte er 37 Zweitligaspiele. Nach einem Jahr kehrte er nach Brasilien zurück. Hier unterschrieb er einen Einjahresvertrag bei Jaboticabal Atlético in Jaboticabal. Im Juli 2018 zog es ihn nach Asien. Hier verpflichtete ihn der vietnamesische Erstligist Quảng Nam FC. Für den Verein aus Tam Kỳ spielte er achtmal in der ersten vietnamesischen Liga, der V.League 1. Nach einem Jahr ging er wieder in sein Heimatland. Hier stand er bis Ende 2019 beim EC Iranduba da Amazônia in Iranduba unter Vertrag. Wat Bot City FC, ein Verein aus Thailand, verpflichtete ihn im Januar 2020. Mit dem Verein aus Phitsanulok spielte er in der dritten thailändischen Liga. Wat Bot spielte in der Upper Region. Nach dem zweiten Spieltag wurde der Ligabetrieb wegen der COVID-19-Pandemie unterbrochen. Während der Unterbrechung wurde vom Verband beschlossen, dass die dritte und die vierte Liga zusammengelegt werden. Wat Bot spielte fortan in der Northern Region der dritten Liga. Während der Unterbrechung wechselte er im Juli 2020 zum ebenfalls in der dritten Liga spielenden Inter Bangkok FC. Der Bangkoker Verein spielte in der Bangkok Metropolitan Region. Im Januar 2021 nahm ihn der Ligakonkurrent Kasem Bundit University FC unter Vertrag. Im Juni 2021 unterschrieb er in Ranong einen Vertrag beim thailändischen Zweitligisten Ranong United FC. Für Ranong abosolierte er in der Hinrunde zehn Zweitligaspiele. Zur Rückrunde 2021/22 wechselte er Ende Dezember 2021 zum Ligakonkurrenten Khon Kaen FC. Am Ende der Saison 2021/22 musste er mit Khon Kaen als Tabellenvorletzter in die dritte Liga absteigen. Nach dem Abstieg verließ er Khon Kaen und schloss sich im Juni 2022 dem Zweitligaaufsteiger Uthai Thani FC an. Für den Klub aus Uthai Thani bestritt er elf Ligaspiele. Ende Dezember 2022 wurde sein Vertrag nicht verlängert. Im Januar 2023 kehrte er in seine Heimat zurück. Hier schloss er sich bis Ende Juli 2023 Real Noroeste aus Águia Branca an. Anfang August 2023 ging er wieder nach Thailand, wo er sich dem Drittligisten Sisaket United FC anschloss. Mit dem Verein aus Sisaket spielte er 13-mal in der North/Eastern Region der Liga. Im Januar 2024 zog es ihn in die Vereinigten Arabischen Emirate, wo er sich dem Zweitligisten Al Jazirah Al Hamra Club anschloss.